# Данкан (Небраска)
Данкан (енгл. Duncan) град је у америчкој савезној држави Небраска.

## Демографија
По попису из 2010. године број становника је 351, што је 8 (-2,2%) становника мање него 2000. године.
| Група             | 2000.       | 2010.       |
| Белци             | 344 (95,8%) | 343 (97,7%) |
| Афроамериканци    | 0 (0,0%)    | 0 (0,0%)    |
| Азијати           | 1 (0,3%)    | 1 (0,3%)    |
| Хиспаноамериканци | 8 (2,2%)    | 1 (0,3%)    |
| Укупно            | 359         | 351         |